# Anania piperitalis
Anania piperitalis là một loài bướm đêm trong họ Crambidae.